# Ética kantiana

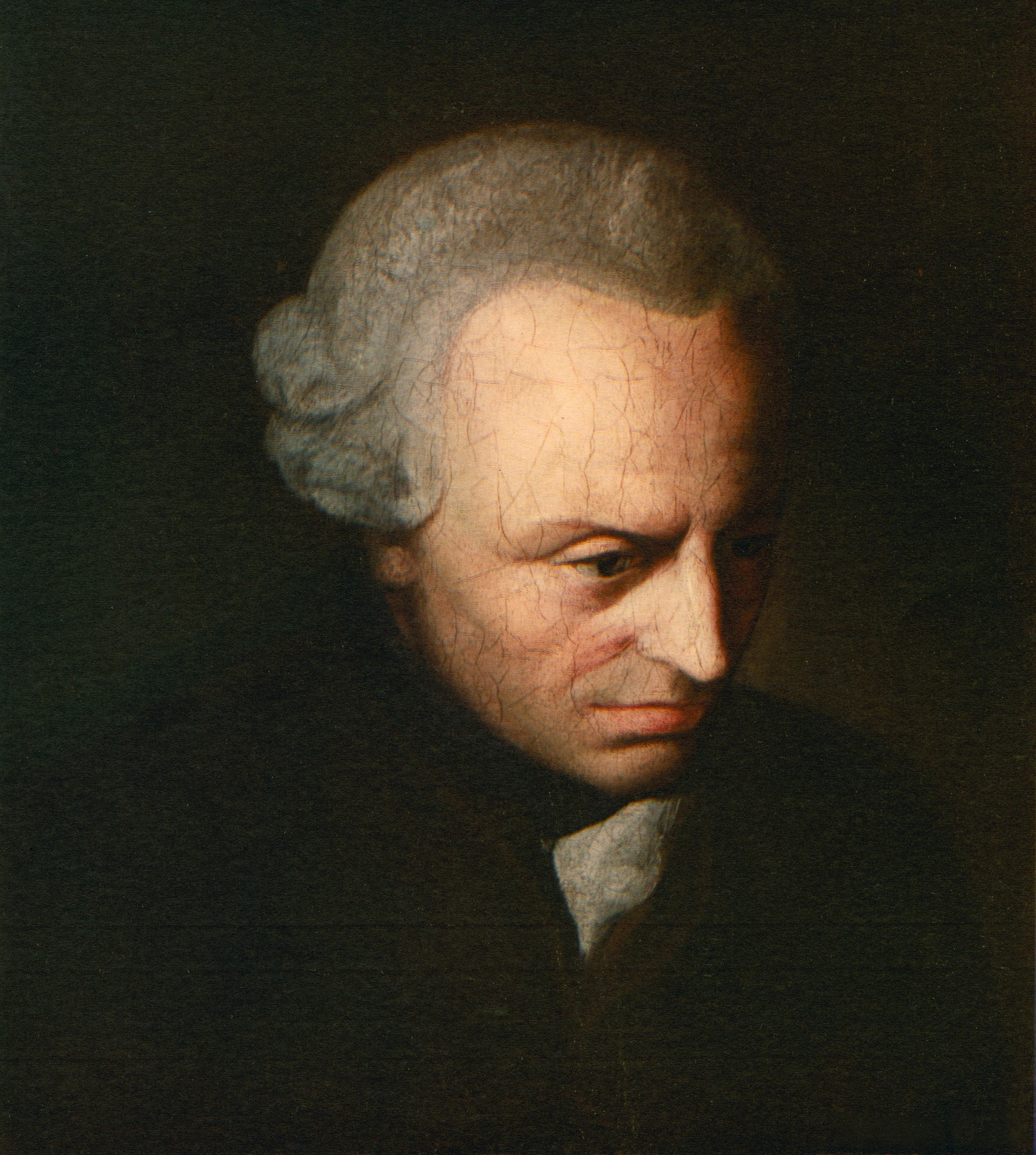
Immanuel Kant

A ética kantiana é uma teoria ética deontológica, desenvolvida pelo filósofo alemão Immanuel Kant. Assenta no pressuposto de que "É impossível pensar em qualquer coisa no mundo, ou mesmo além dele, que possa ser considerada boa ilimitadamente, exceto uma boa vontade." Esta teoria foi influenciada pelo racionalismo iluminista.
Afirma que uma ação só pode ser moral se:
i) for motivada por um senso de dever;
ii) a máxima por detrás dela puder ser racionalmente desejada como uma lei universal e objetiva.
Central para a teoria da lei moral de Kant é o imperativo categórico. Kant formulou o imperativo categórico de várias maneiras. O seu princípio de universalização exige que, para que uma ação seja permissível, deve ser possível aplicá-la a todas as pessoas sem que ocorra uma contradição. A formulação da humanidade de Kant, a segunda seção do imperativo categórico, afirma que, como um fim em si mesmo, os seres humanos são obrigados a nunca tratar os outros meramente como um meio para um fim, mas sempre como fins em si mesmos. A formulação da autonomia conclui que os agentes racionais estão vinculados à lei moral por vontade própria, enquanto o conceito kantiano de Reino dos Fins exige que as pessoas ajam como se os princípios de suas ações estabelecessem uma lei para um reino hipotético.
A tremenda influência do pensamento moral de Kant é evidente tanto na amplitude de apropriações e críticas que inspirou quanto nos muitos contextos do mundo real em que encontrou aplicação.

## Estrutura
Embora toda a obra de Kant desenvolva sua teoria ética, ela é mais claramente definida em Fundamentos da Metafísica da Moral, Crítica da Razão Prática e Metafísica da Moral. Como parte da tradição iluminista, Kant baseou sua teoria ética na crença de que a razão deveria ser usada para determinar como as pessoas deveriam agir. Ele não tentou prescrever uma ação específica, mas instruiu que a razão deveria ser usada para determinar como se comportar.

### Boa vontade e dever
Combinando suas obras, Kant construiu a base para uma lei ética pelo conceito do dever. Kant começou sua teoria ética argumentando que a única virtude que pode ser incondicionalmente boa é a boa vontade. Nenhuma outra virtude tem esse status porque todas as outras virtudes podem ser usadas para atingir fins imorais (por exemplo, a virtude da lealdade não é boa se alguém for leal a uma pessoa má). A boa vontade é única porque é sempre boa e mantém seu valor moral mesmo quando não consegue atingir suas intenções morais. Kant considerava a boa vontade como um princípio moral único que escolhe livremente usar as outras virtudes para fins morais.
Para Kant, uma boa vontade é uma concepção mais ampla do que uma vontade que age por dever. Uma vontade que age por dever é distinguível como uma vontade que supera os obstáculos para manter a lei moral. A vontade obediente é, portanto, um caso especial de boa vontade que se torna visível em condições adversas. Kant argumenta que apenas os atos realizados em relação ao dever têm valor moral. Isso não quer dizer que os atos praticados meramente de acordo com o dever sejam inúteis (estes ainda merecem aprovação e encorajamento), mas essa estima especial é dada a atos que são realizados fora do dever.
A concepção de dever de Kant não implica que as pessoas desempenhem seus deveres de má vontade. Embora o dever muitas vezes obrigue as pessoas e as leve a agir contra suas inclinações, ela ainda vem da vontade de um agente: eles desejam manter a lei moral. Assim, quando um agente realiza uma ação por dever é porque os incentivos racionais lhe importam mais do que suas inclinações opostas. Kant queria ir além da concepção de moralidade como deveres impostos externamente, e apresentar uma ética da autonomia, quando os agentes racionais reconhecem livremente as reivindicações que a razão faz sobre eles.

#### Deveres perfeitos e imperfeitos
Aplicando o imperativo categórico, os deveres surgem porque o não cumprimento deles resultaria em uma contradição na concepção ou em uma contradição na vontade. Os primeiros são classificados como deveres perfeitos, os segundos como imperfeitos. Um dever perfeito sempre é verdadeiro. Kant eventualmente argumenta que existe de fato apenas um dever perfeito – O Imperativo Categórico. Um dever imperfeito permite flexibilidade - a beneficência é um dever imperfeito porque não somos obrigados a ser completamente beneficentes em todos os momentos, mas podemos escolher os momentos e lugares em que somos. Kant acreditava que deveres perfeitos são mais importantes que deveres imperfeitos: se surgir um conflito entre deveres, o dever perfeito deve ser seguido. 

### Imperativo categórico
O fundamento da ética de Kant é o imperativo categórico, para o qual ele fornece quatro formulações.  Kant fez uma distinção entre imperativos categóricos e imperativos hipotéticos. Um imperativo hipotético é aquele que devemos obedecer se quisermos satisfazer nossos desejos: 'ir ao médico' é um imperativo hipotético porque só somos obrigados a obedecê-lo se quisermos ficar bem. Um imperativo categórico nos une independentemente de nossos desejos: todos têm o dever de não mentir, independentemente das circunstâncias e mesmo que seja do nosso interesse fazê-lo. Esses imperativos são moralmente obrigatórios porque são baseados na razão, e não em fatos contingentes sobre um agente. Ao contrário dos imperativos hipotéticos, que nos vinculam na medida em que fazemos parte de um grupo ou sociedade à qual devemos deveres, não podemos optar por sair do imperativo categórico porque não podemos optar por não ser agentes racionais. Temos um dever com a racionalidade em virtude de sermos agentes racionais; portanto, os princípios morais racionais se aplicam a todos os agentes racionais em todos os momentos.

#### Universalização
A primeira formulação de Kant do Imperativo Categórico é a da universalização:
"Aja apenas segundo a maxima que você gostaria de ver transformada em lei universal."— Immanuel Kant - Fundamentação da Metafísica dos Costumes
Kant define máxima como um "princípio subjetivo da vontade", que se distingue de um "princípio objetivo ou 'lei prática' ". Enquanto "este último é válido para todo ser racional e é um 'princípio segundo o qual eles devem agir', uma máxima 'contém a regra prática que a razão determina de acordo com as condições do sujeito (muitas vezes sua ignorância ou suas inclinações) e é, portanto, o princípio segundo o qual o sujeito age.' "
As máximas falham em se qualificar como leis práticas se produzirem uma contradição na concepção ou uma contradição na vontade quando universalizadas. Uma contradição na concepção acontece quando, se uma máxima fosse universalizada, ela deixa de fazer sentido, porque a "máxima necessariamente se destruiria tão logo se tornasse lei universal".
Por exemplo, se a máxima 'É permitido quebrar promessas' fosse universalizada, ninguém confiaria em nenhuma promessa feita, então a ideia de uma promessa ficaria sem sentido; a máxima seria autocontraditória porque, quando universalizada, as promessas deixam de ter sentido. A máxima não é moral porque é logicamente impossível universalizá-la - não podemos conceber um mundo em que esta máxima seja universalizada.
Uma máxima também pode ser imoral se criar uma contradição na vontade quando universalizada. Isso não significa uma contradição lógica, mas sim que universalizar a máxima leva a um estado de coisas que nenhum ser racional desejaria.
Alguns postularam uma semelhança entre a primeira formulação do Imperativo Categórico e a Regra de Ouro (ética da reciprocidade).  O próprio Kant criticou a Regra de Ouro como nem puramente formal nem necessariamente universalmente obrigatória.

#### A humanidade como um fim em si mesma
A segunda formulação do Imperativo Categórico de Kant é tratar a humanidade como um fim em si mesmo:
Age de tal forma que uses a humanidade, tanto na tua pessoa, como na pessoa de qualquer outro, sempre e ao mesmo tempo como fim e nunca simplesmente como meio— A Fundamentação da Metafísica dos Costumes

## Influências na ética kantiana
O biógrafo de Kant, Manfred Kuhn, sugeriu que os valores dos pais de Kant, de "trabalho duro, honestidade, integridade e independência", deram-lhe um exemplo e o influenciaram mais do que seu pietismo. Na Enciclopédia de Filosofia de Stanford, Michael Rohlf sugere que Kant foi influenciado por seu professor, Martin Knutzen, do qual o mesmo foi influenciado pelo trabalho de Christian Wolff e John Locke, e que apresentou ao Kant o trabalho do físico inglês Isaac Newton. Eric Entrican Wilson e Lara Denis enfatizam a influência de David Hume na ética de Kant. Ambos tentam conciliar a liberdade com o compromisso com o determinismo causal e acreditam que o fundamento da moralidade é independente da religião.
Louis Pojman sugeriu quatro fortes influências na ética de Kant:
1. O pietismo luterano, ao qual os pais de Kant subscreveram, enfatizava a honestidade e a vida moral sobre a crença doutrinária, mais preocupada com o sentimento do que com a racionalidade. Kant acreditava que a racionalidade é necessária, mas que deve se preocupar com a moralidade e a boa vontade. A descrição de Kant do progresso moral como a volta das inclinações para o cumprimento do dever foi descrita como uma versão da doutrina luterana da santificação.[24]
2. O filósofo político Jean-Jacques Rousseau, cujo Contrato Social influenciou a visão de Kant sobre o valor fundamental dos seres humanos. Pojman também cita debates éticos contemporâneos como influentes para o desenvolvimento da ética de Kant. Kant favoreceu o racionalismo sobre o empirismo, o que significava que ele via a moralidade como uma forma de conhecimento, em vez de algo baseado no desejo humano.
3. Lei natural, a crença de que a lei moral é determinada pela natureza.[25]
4. Intuicionismo ético, a crença de que os humanos têm consciência intuitiva de verdades morais objetivas.[25]

## Críticas à ética kantiana

### Friedrich Nietzsche
O filósofo Friedrich Nietzsche criticou todos os sistemas morais contemporâneos, com foco especial na ética cristã e kantiana. Ele argumentou que todos os sistemas éticos modernos compartilham duas características problemáticas: primeiro, eles fazem uma afirmação metafísica sobre a natureza da humanidade, que deve ser aceita para que o sistema tenha alguma força normativa; e segundo, o sistema beneficia os interesses de certas pessoas, muitas vezes sobre as de outras. Embora a objeção primária de Nietzsche não seja que as afirmações metafísicas sobre a humanidade sejam insustentáveis (ele também se opôs a teorias éticas que não fazem tais afirmações), seus dois alvos principais – o kantismo e o cristianismo – fazem afirmações metafísicas, que, portanto, aparecem com destaque nas críticas de Nietzsche.

### Arthur Schopenhauer
O filósofo alemão Arthur Schopenhauer criticou a crença de Kant de que a ética deveria dizer respeito ao que deveria ser feito, insistindo que o escopo da ética deveria ser te realidade ntar explicar e interpretar o que realmente acontece. Enquanto Kant apresentou uma versão idealizada do que deveria ser feito em um mundo perfeito, Schopenhauer argumentou que a ética deveria ser prática e chegar a conclusões que pudessem funcionar no mundo real, capazes de serem apresentadas como uma solução para os problemas do mundo.

### Friedrich Hegel
O filósofo alemão GWF Hegel apresentou duas críticas principais à ética kantiana. Ele primeiro argumentou que a ética kantiana não fornece informações específicas sobre o que as pessoas devem fazer porque a lei moral de Kant é apenas um princípio de não contradição.
A segunda crítica de Hegel foi que a ética de Kant força os humanos a um conflito interno entre razão e desejo. Por não abordar a tensão entre interesse próprio e moralidade, a ética de Kant não pode dar aos indivíduos qualquer razão para serem morais.

### John Stuart Mill
O filósofo utilitarista John Stuart Mill critica Kant por não perceber que as leis morais são justificadas por uma intuição moral baseada em princípios utilitaristas (de que o maior bem para o maior número deve ser buscado). Mill argumentou que a ética de Kant não poderia explicar por que certas ações são erradas sem apelar para o utilitarismo. Como base para a moralidade, Mill acreditava que seu princípio de utilidade tem uma base intuitiva mais forte do que a confiança de Kant na razão, e pode explicar melhor por que certas ações são certas ou erradas.